# Le Jardin de la France
Pour les articles homonymes, voir Jardin de la France.
Le Jardin de la France est un tableau peint par Max Ernst en 1962. Cette huile sur toile représente un corps de femme nu entre deux cours d'eau notés comme étant la Loire et l'Indre. Elle est conservée au musée national d'Art moderne, à Paris.